# AGM-84H/K SLAM-ER
AGM-84H/K SLAM-ER(Standoff Land Attack Missile-Expanded Response)은 미국 보잉이 개발한 공대지 미사일이다. AGM-84E SLAM (Standoff Land Attack Missile)의 사거리 110 km를 280 km로 연장한 버전이다.

## 역사
슬램-ER은 2000년 실전배치되었다. 2003년 이라크 전쟁 항구적 자유 작전에서 미국 해군이 3발을 발사했다.
제네럴 일렉트릭은 자동 목표물 획득 장치(ATRU: Automatic Target Recognition Unit)를 공급하고 있다. 이것은 미사일 발사전과 발사후에 목표물에 대한 데이터를 처리하는 장치로서, 고속의 비디오 비교기능(DSMAC)을 제공한다. 슬램-ER 미사일을 진정한 파이어 앤 포겟 미사일로 만들어 준다.
2006년 한국 F-15K에 장착되었다.

## 주파수 문제
2005년 9월, 국회의 국정감사 과정에서, 처음으로 김명자 의원실에 의해 공대지 미사일 SLAM-ER과 F-15K 사이의 데이터 링크를 위한 주파수 대역이 한국 국내의 PCS와 IMT2000 주파수 대역과 겹친다는 문제점이 공개되었다. 혼선이 생길 경우, 전투기에서 발사한 미사일을 통제할 수 없는 것은 물론, 표적에 관한 정보 파악도 어렵게 되는 등, SLAM-ER의 정상적인 운영이 불가능해진다. 이로써 한국군의 고질적인 주파수 부족 및 무원칙적인 운용의 혼란한 현황들이 공개되었던 것이다. 공군은 미국 보잉 사와 SLAM-ER의 주파수 대역 변경을 협의하였으나, 보잉 사는 1년 정도의 소요 기간 및 1백만 불의 추가 비용이 필요하다는 입장을 밝혔다. 이에 따라서, 공군은 평시 공대지 유도탄 훈련에는 주파수를 사용하지 않는 방식으로 항공기에 데이터링크 송수신기와 모의 훈련탄을 장착하는 방안을 보잉측과 협의하기로 하였고 최종적으로 4백만불의 추가예산을 투입하여 최종적으로 주파수 혼선 문제를 해결할 수 있게 되었다.

## 사용국가

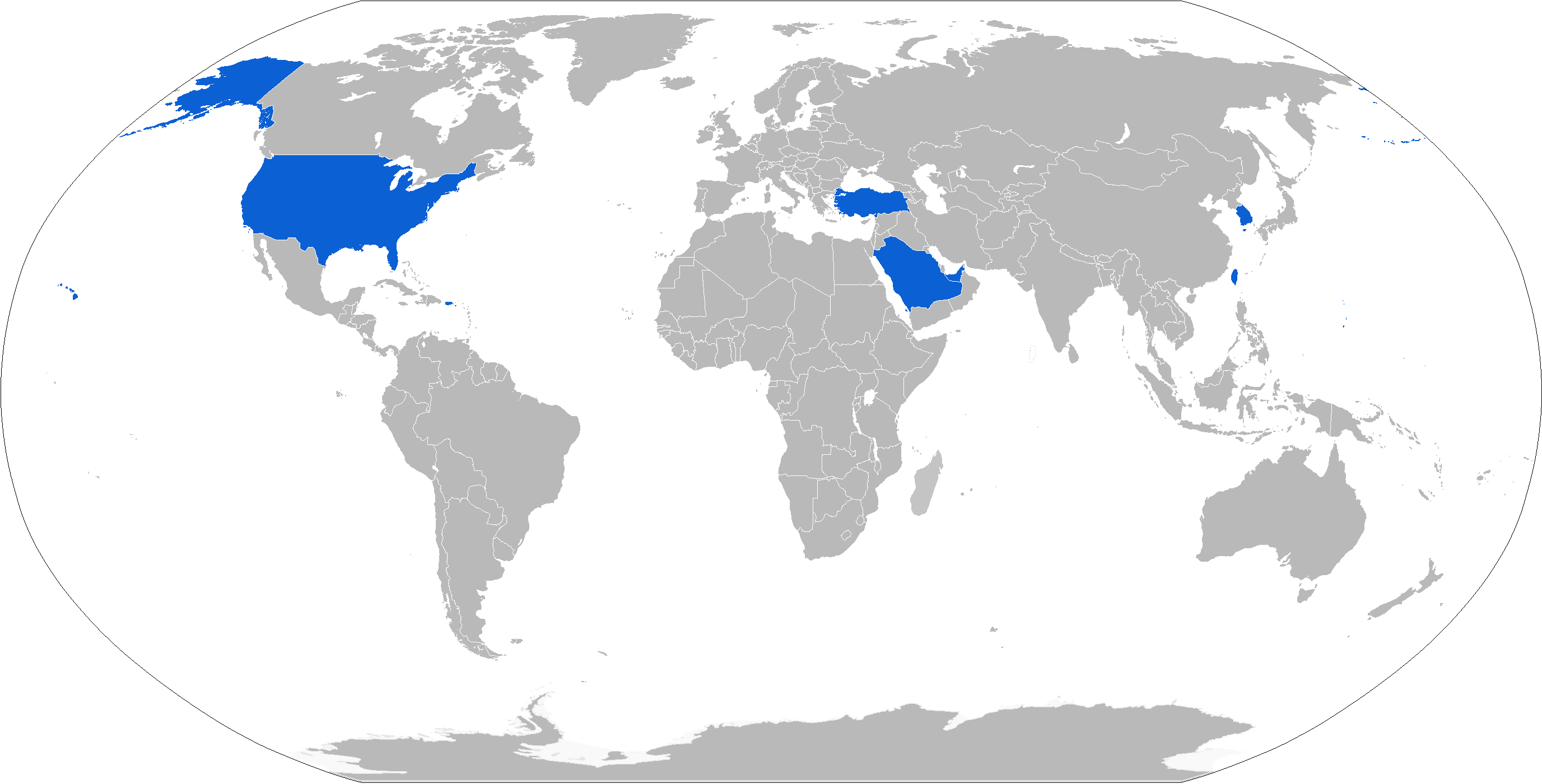
슬램-ER 사용국가

- 사우디아라비아
- 대한민국
- 튀르키예
- 아랍에미리트
- 대만
- 미국

## AGM-84H 제원
일반 특성
- 길이: 4.37m
- 직경: 34 cm
- 중량: 635 kg
- 날개폭: 2.2 m
- 엔진: 터보제트
- 유도방식: 적외선 이미지, 관성유도, GPS
- 단가: USD $720,000

성능
- 사거리: 278 km
- 속도: 855 km/h (530 mph, 마하 0.698)
- 공격대상: 지상 건물, 자동차, 선박 (항공모함)